# Scirpus hainanensis
Scirpus hainanensis är en halvgräsart som beskrevs av S.M.Huang. Scirpus hainanensis ingår i släktet skogssävssläktet, och familjen halvgräs. Inga underarter finns listade i Catalogue of Life.